# Prostitución

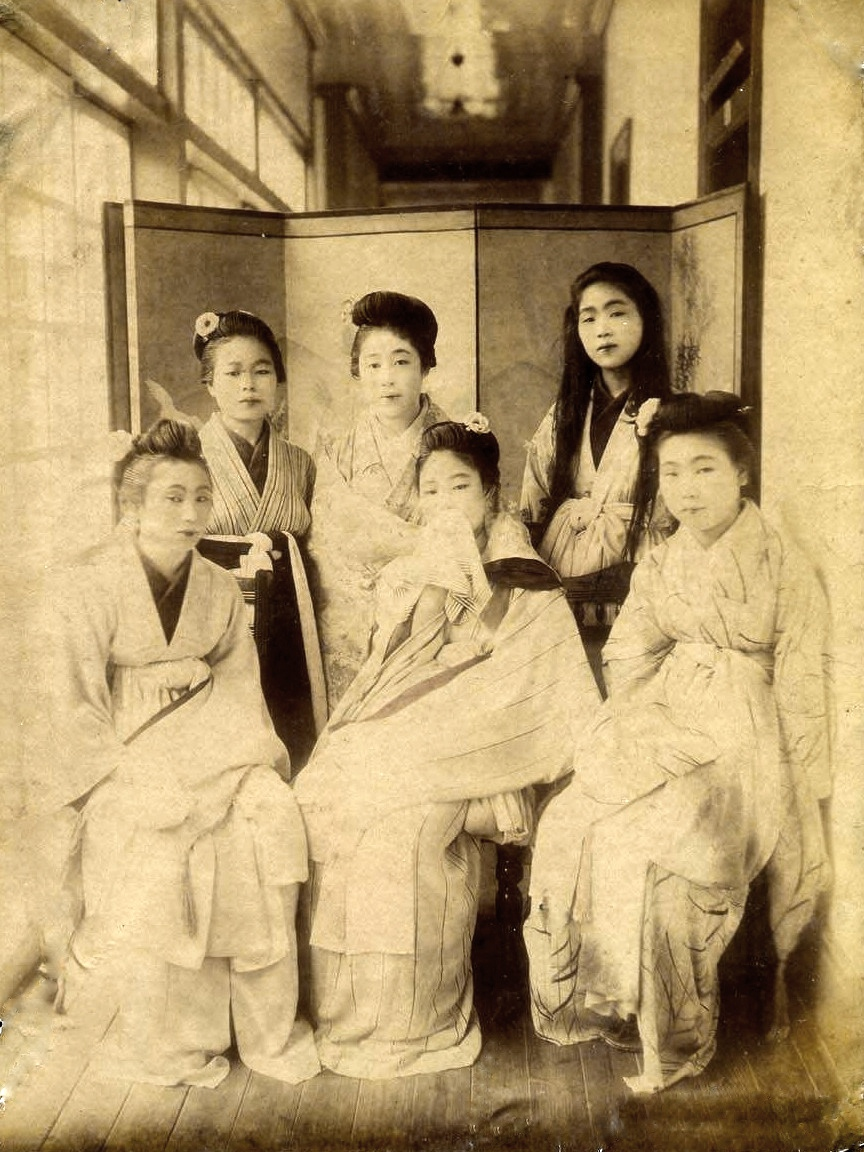
Prostitutas de Yokohama durante la Era Meiji. Fotografía de Kusakabe Kimbei.

La prostitución es la práctica o negocio de mantener actividades sexuales con otras personas a cambio de dinero u otros beneficios económicos (a veces llamado, no sin polémica, «trabajo sexual»). La definición de «actividad sexual» varía, y es a menudo definida como una actividad que requiere contacto físico (p. ej., coito, sexo sin penetración, sexo oral, etc.) con el o la cliente. El requisito de que haya contacto físico no es estrictamente necesario (p. ej., la venta de servicios sexuales y material pornográfico por medios virtuales o magnéticos) y además crea también el riesgo de transmisión de infecciones o enfermedades. La prostitución es a veces descrita con los nombres de servicios sexuales, sexo por negocio o sexo por dinero. A veces es llamado de manera eufemística (e incorrecta) «la profesión más antigua del mundo». La prostitución es ejercida mayoritariamente por mujeres (llamadas «prostitutas») y niñas (prostitución infantil), mientras que los clientes son mayoritariamente hombres. También existe, en menor medida, la prostitución masculina, donde los clientes también son generalmente varones, aunque también hay mujeres.
La prostitución ocurre de muchas formas diferentes, y constituye una rama de la industria del sexo, junto con la pornografía, el estriptis y el baile erótico. Tradicionalmente la prostitución se ha ejercido en sitios destinados a este fin, llamados «burdeles» o «prostíbulos». Estos han sido habitualmente casas regentadas por un proxeneta, en las que hay prostitutas y habitaciones privadas para practicar la prostitución. También se practica en aceras de calles urbanas y laterales de carreteras industriales (prostitución callejera), así como en bares y discotecas, hoteles y a domicilio. Esto último suele ser típico de la prostitución que involucra a las llamadas «chicas de compañía» o «escorts».
Hay alrededor de 42 millones de personas en situación de prostitución en todo el mundo (si bien los datos son escasos en regiones como Asia Central, Medio Oriente y África en general, países estudiados en estas grandes regiones se encuentran entre los principales destinos de turismo sexual). Se estima que la prostitución genera ingresos anuales de más de 100.000 millones de dólares a nivel mundial.
La situación legal de la prostitución varía ampliamente de país a país (y en ocasiones de región a región dentro de un mismo país), desde ser considerada un delito grave o un delito menor, hasta ser considerada una profesión regulada o no regulada. Algunos ven a la prostitución como una forma de explotación o de violencia contra las mujeres y los niños, que ayuda a crear un suministro constante de víctimas para la trata de personas. En algunos países, la prostitución y el funcionamiento de burdeles son legales y están regulados (p. ej., Países Bajos o Alemania). El grado de regulación varía mucho de un país a otro. La mayoría de estos países permiten los burdeles, al menos en teoría, ya que se consideran menos problemáticos que la prostitución callejera. En otros la prostitución no es ilegal pero sí lo es el proxenetismo. Algunos países nórdicos (Suecia, Noruega e Islandia) han adoptado un modelo donde pedir o pagar por prostitución es un delito (es decir, el cliente es quien comete el delito), pero vender sexo no lo es. 
La figura de la prostituta está frecuentemente ligada a la del proxeneta, persona que induce a la prostitución obteniendo un beneficio económico de ello. Los proxenetas obtienen una parte de los beneficios de las prostitutas. Esta relación se puede dar de mutuo acuerdo a cambio de un servicio de mediación o protección, o bien se puede dar mediante extorsión, violencia física o secuestro. La prostitución forzada se engloba dentro del comercio ilegal de personas conocido como trata de personas.
Un estudio destacó que el 75% de las mujeres en la prostitución sufrieron abusos durante su infancia, lo que las lleva a recurrir a esta práctica como medio de supervivencia y, frecuentemente, a desarrollar adicciones. La prostitución, lejos de ser considerada un empleo convencional, vulnera principios de dignidad y seguridad en el trabajo, exponiendo a las personas a riesgos graves para su salud y bienestar. La legalización y despenalización han sido criticadas por facilitar la explotación masiva, mientras que estudios revelan graves consecuencias psicológicas y de salud, como el TEPT, para quienes la abandonan. Además, se asocia con un alto riesgo de transmisión de infecciones sexuales, incluido el VIH, y experiencias de agresión física psicológica. 

## Etimología
El término «prostitución» proviene del latín prostitutio, que tiene el mismo significado que en español y que a su vez proviene de otro vocablo latino, prostituere, que significa literalmente exhibir para la venta.
A lo largo de la historia ha existido una gran cantidad de términos tanto para referirse a la prostitución como a las personas que la practican, a los clientes, a los lugares y a las actividades relacionadas. Los distintos países de habla hispana usan distintos términos coloquiales como sinónimo de prostituta, con mayor o menor carga despectiva, existiendo una gran cantidad de vocablos en cada variante dialectal del español, algunos empleados históricamente, y otros aún en uso.
El término coloquial más extendido en los países de habla hispana para referirse a una prostituta es «puta», palabra que conlleva una fuerte connotación despectiva. De hecho, y debido a que suele emplearse como insulto, su uso ha sobrepasado el de la descripción de una profesión, y en muchos países se usa para adjetivar de forma grosera otro elemento, al estilo del término inglés fucking.
En el latín vulgar puttus (muchacha o muchacho), proveniente del latín clásico putus (niña o niño). Existe un verso de fines del siglo I a. C. que usa dicha palabra con una connotación ofensiva, similar a la actual, donde se refiere a un «amor de calle». Sin embargo, en el portugués europeo, puto mantiene el significado de ‘muchacho’, sin connotación sexual alguna, mientras que en varios países de Hispanoamérica esta forma masculina se aplica despectivamente a los varones homosexuales no necesariamente prostitutos.
El término «loba» como equivalencia de «prostituta» viene de los ritos producidos en febrero en honor al dios Fauno Luperco. Eran llamadas lobas u originalmente lupas las que ejercían la prostitución sagrada con los sacerdotes de este dios, los luperci, en el Ara Máxima.[cita requerida]
De aquí deriva también «lupanar», que se emplea para referirse al prostíbulo (burdel o «casa de citas», es decir, el sitio al que llega el cliente a pagar por los servicios de una prostituta).[cita requerida]
Existen diferentes acepciones del vocablo «prostitución». Así, por ejemplo, prostituir puede también ser considerado como: «deshonrar o degradar algo o a alguien abusando con bajeza de ellos para obtener un beneficio», según el Diccionario de la lengua española de la Real Academia Española. Otra acepción del término prostitución puede referirse al hecho de que una persona se preste a actos moralmente censurables o vituperables (no necesariamente relacionados con el aspecto sexual) por el simple hecho de obtener algún beneficio o prebendas.[cita requerida]

## Historia

### Edad Antigua

#### Antiguo Oriente Próximo

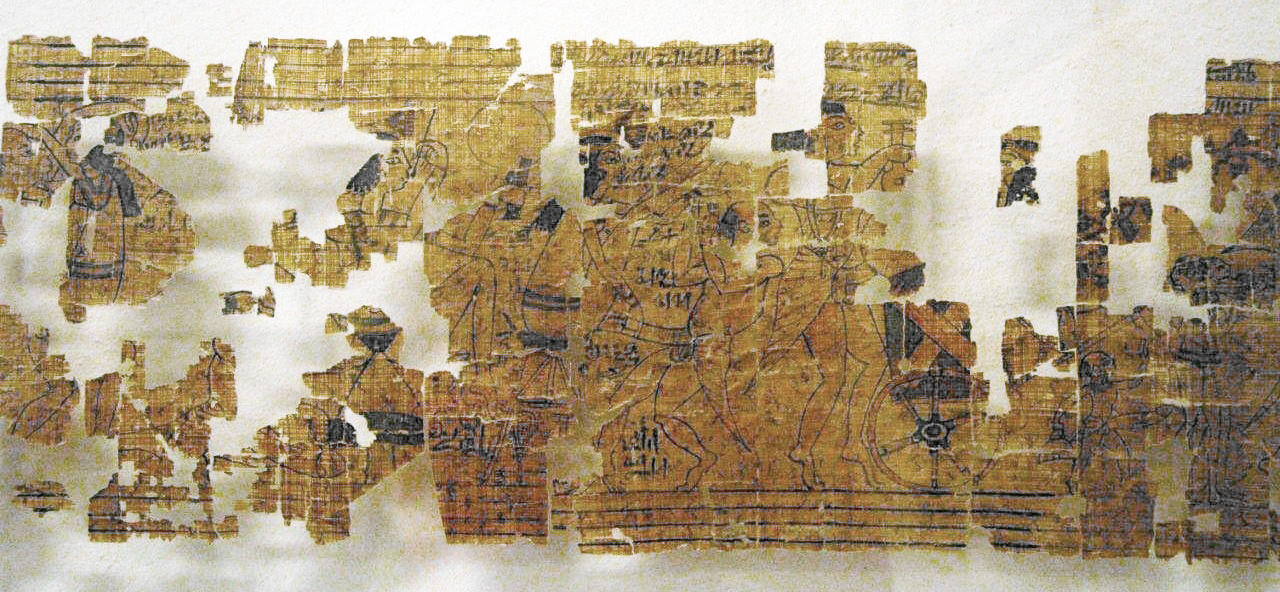
Papiro erótico y satírico de Turín, donde se pueden apreciar escenas sexuales con supuestas prostitutas, Deir el-Medina, Imperio Nuevo, Dinastía XX, Egipto (1186 - 1070 a. C.). Artículo C.2031 del Museo de Turín.

Una de las formas más antiguas de prostitución de la que existen registros históricos es la prostitución sagrada, practicada inicialmente en Sumeria. Ya desde el siglo XVIII a. C. en la antigua Mesopotamia se reconocía la necesidad de proteger los derechos de propiedad de las prostitutas. En el Código de Hammurabi se hallan apartados que regulan los derechos particulares de las hieródulas.[cita requerida]
Por su parte, los antiguos historiadores Heródoto y Tucídides documentan la existencia en Babilonia de la obligación para todas las mujeres de, al menos una vez en su vida, acudir al Templo de Ishtar para practicar sexo con un extranjero como muestra de hospitalidad, a cambio de un pago simbólico. También en la Edad Antigua, la prostitución estaba bien presente en Cerdeña y Sicilia, así como en varias culturas fenicias, en las que se practicaba como rito religioso en honor de Astarté.
Sin embargo el alcance y la naturaleza de este fenómeno está en disputa entre los historiadores.[cita requerida]

#### Antigua Grecia
La prostitución fue, desde la Época Arcaica, una actividad común en la vida cotidiana de las ciudades griegas más importantes. Particularmente en las zonas portuarias daba trabajo, de forma legal, a un número significativo de personas, constituyendo una actividad económica de primer nivel. Ejercida tanto por hombres jóvenes como por mujeres de todas las edades, la clientela era mayoritariamente masculina.
Las prostitutas griegas pertenecían a distintas categorías, dependiendo de diversos factores relacionados con su trabajo: las pornai, las prostitutas independientes y las heteras; además, existía una categoría específica de los templos sagrados, la de las prostitutas sagradas, que se abastecía habitualmente de heteras.
Las pórnai eran, normalmente, esclavas propiedad de un proxeneta. Este podía ser un ciudadano (también un o una meteco), para el que ese negocio constituía una fuente de ingresos como cualquier otra y por el que tenía que pagar un impuesto proporcional a los beneficios que le generaba. En la época clásica, las pórnai son esclavas de origen bárbaro; a partir del período helenístico, se incorporan al gremio muchas jóvenes esclavas, que solo dejarían de serlo cuando fuesen adoptadas por su amo. Su trabajo se desarrollaba en los prostíbulos, generalmente en los barrios conocidos por esta actividad, tales como El Pireo (puerto de Atenas) o el Cerámico de Atenas. Eran frecuentadas por los marinos y los ciudadanos pobres.
Las prostitutas independientes trabajaban directamente en la calle. Estas prostitutas eran de orígenes diversos: mujeres metecas que no encontraban otro empleo en la ciudad de llegada, viudas pobres o antiguas pornai que habían logrado independizarse. En Atenas debían estar registradas y pagar un impuesto. Se puede, también, incluir en esta categoría a las músicos y bailarinas que oficiaban en los banquetes masculinos. Aristóteles, en la Constitución de los atenienses (L, 2), menciona entre las atribuciones específicas de diez magistrados (cinco intra muros y cinco para el Pireo), el ἀστυνόμοι, astynómoi, o cargo de velar porque «las instrumentistas de flauta, de lira y de cítara no sean alquiladas por más de dos dracmas por noche»; queda así claro que los servicios sexuales eran claramente parte del alquiler cuyo precio, a pesar del control practicado por los astynomes, tiende a ser más elevado cuanto más corre el tiempo.
Las heteras constituían la categoría más alta entre las prostitutas. A diferencia de las otras, no ofrecían solamente servicios sexuales y sus prestaciones no eran puntuales. Comparables en cierta medida a las geishas japonesas, poseían una educación esmerada y eran capaces de tomar parte en las conversaciones entre gentes cultivadas. Únicas entre todas las mujeres de Grecia, espartiatas aparte, eran independientes y podían administrar sus bienes.
La ofrenda a las divinidades en forma de mujeres-prostitutas no alcanzó en Grecia una amplitud comparable a la que existió en el Próximo Oriente antiguo; no obstante, se conocen varios casos. Por un lado, dentro del propio mundo griego, hubo prostitución sagrada en Sicilia, en Chipre, en el reino del Ponto o en Capadocia; por otro, la hubo también en Corinto, cuyo templo de Afrodita alojaba una importante tropa servil, al menos después de la época clásica. Así, en 464 a. C., un tal Jenofonte, ciudadano de Corinto y vencedor de la carrera a pie y del pentatlón en los Juegos Olímpicos, dedicó a Afrodita, en signo de agradecimiento, cien jóvenes mujeres al templo de la diosa.

#### Antigua Roma

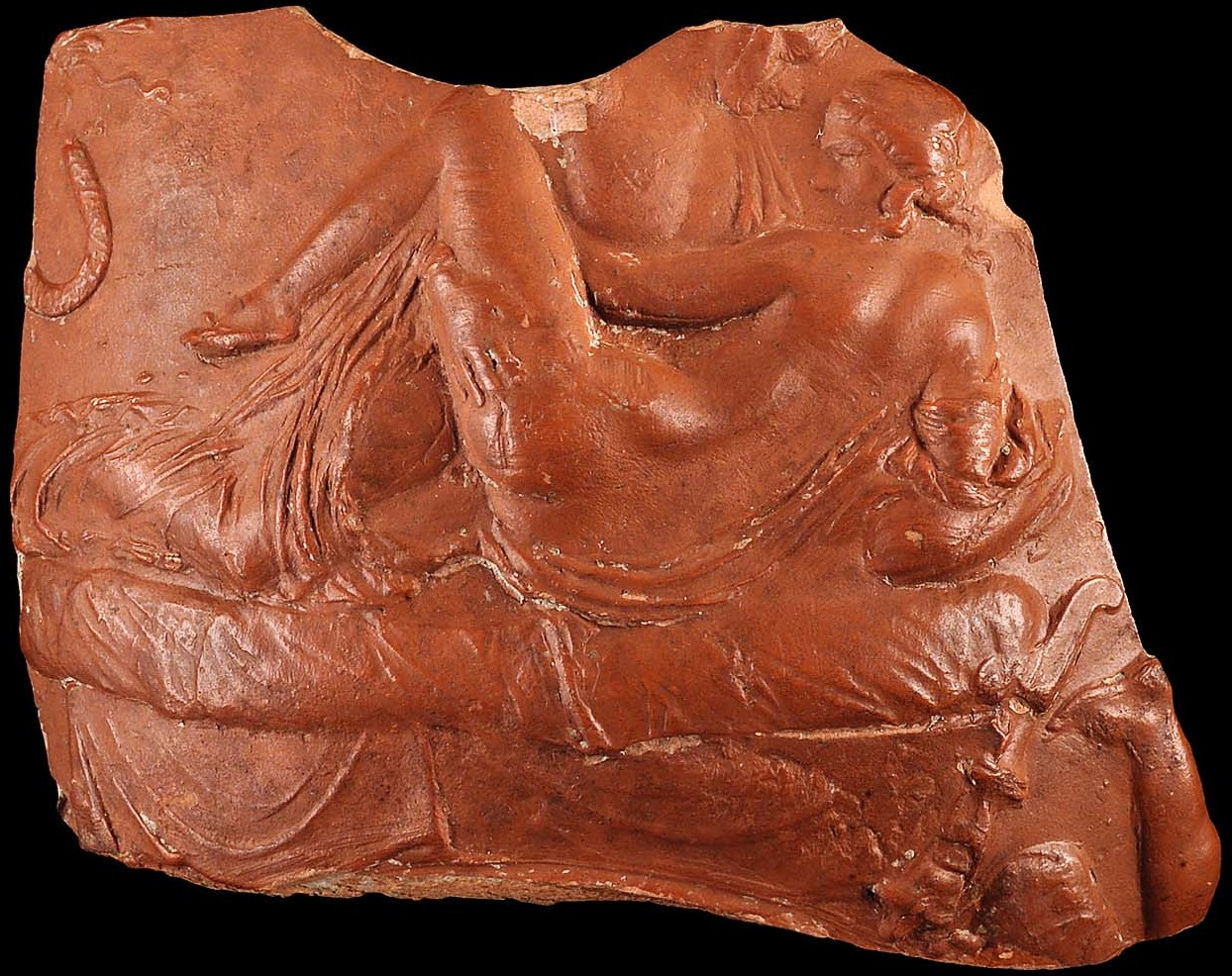
Fragmento de Cerámica Arretina que muestra a dos amantes en la cama, Período imperial temprano romano, Museo De Finas Artes De Boston.

La prostitución en la antigua Roma era símbolo de vergüenza. La falta de reputación era reflejada en la ley, la cual, en la República Tardía y principios del Principado, clasifica a sus practicantes como «infames» —traducido como «falta de reputación»—. Los fragmentos de fuentes legales sobre la prostitución han sido encontrados primariamente en el Cuerpo de Derecho Civil que fue compilado en los primeros años del siglo VI.
La prostituta era un personaje sugestivo en la literatura de la antigua Roma. Era muchas veces invocada como recurso literario, una metáfora para lo corrompido. Eran notadas por su vestimenta, vestidos de colores chillones hechos de lino transparente. También se distinguían por usar togas, que eran ropas usadas típicamente por hombres romanos. Por ende, se ha dicho que la prostituta no era ética para el hombre. Para muchos escritores romanos la prostitución representaba la más degradante forma imaginable de existencia para una mujer, representando lo más profundo de la impureza. Las asociaban con la suciedad, lo que realzaba aún más su bajo rango.
Los proxenetas en la antigua Roma también eran sujetos de «infamia». El proxenetismo era el acto de obtener ganancia por las acciones de la prostituta, mediante el manejo de las mismas, buscando clientes o siendo dueños de un burdel. Estos tipos de asociaciones con la prostitución eran mirados con desdén y estigmatizados por la sociedad romana. Esto estaba reflejado claramente en la ley romana: «La ocupación de un proxeneta no es menos degradante que la práctica de la prostitución y el crimen por ello está incluido en las Leges Juliae, como una pena reservada contra el marido que tenga ganancias monetarias por el adulterio de su esposa».

### Edad Media

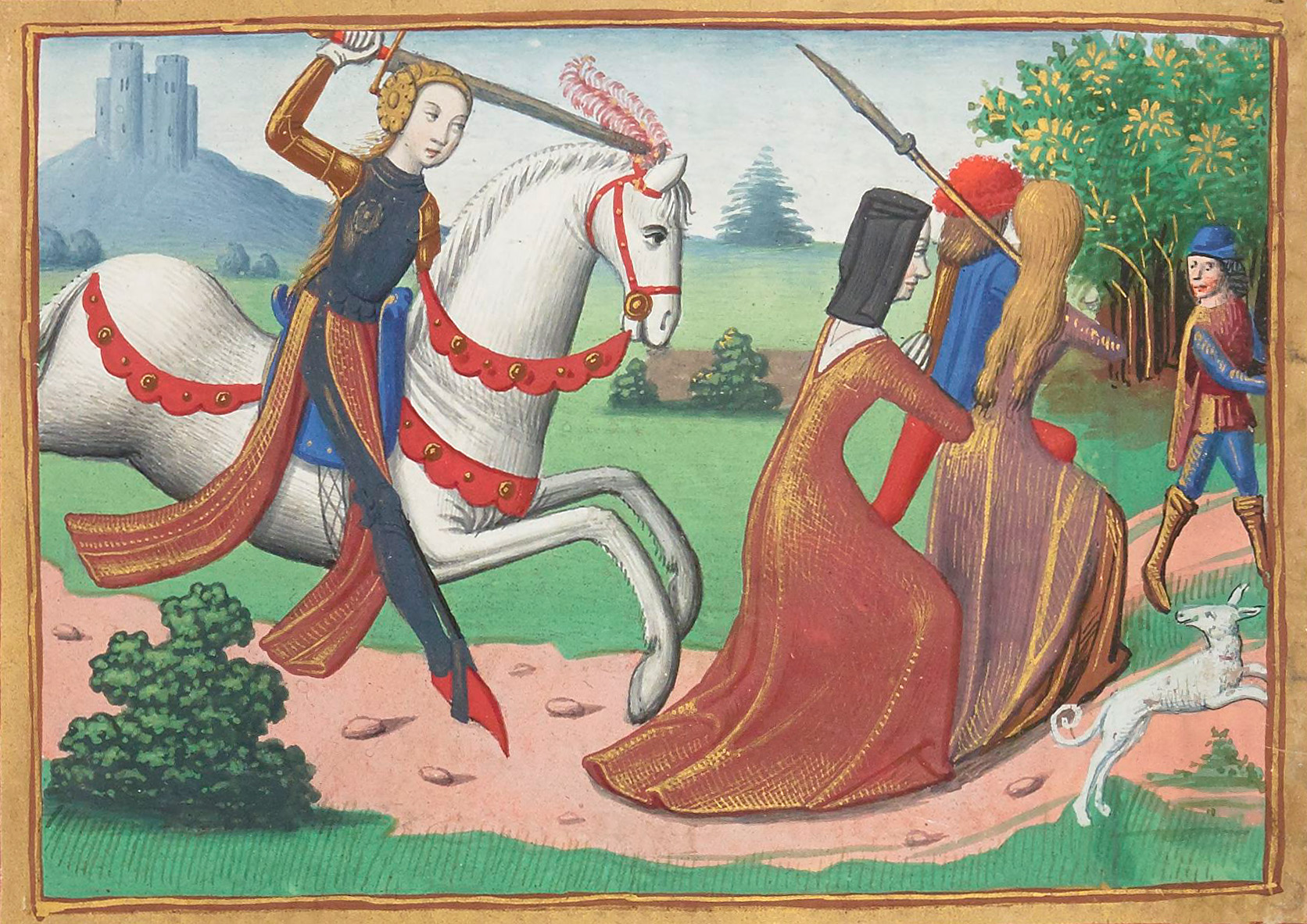
Juana de Arco expulsa a las prostitutas del ejército. Edición en miniatura del libro de Martial d'Auvergne, Las vigilias de Carlos VII, hacia 1484, BnF, Manuscrito francés 5054, folio 60 verso.

Durante la Baja Edad Media la prostitución fue objeto de críticas morales y de una reglamentación más o menos permisiva. La prostitución podía estar confinada en determinados barrios y estar restringida en determinadas fechas, como la Semana Santa. La erradicación de la prostitución no se concebía posible, dado lo inevitable del pecado, y su papel de mal menor que evitaba que el deseo irrefrenable de los varones fuera en contra del honor de las doncellas y las mujeres respetables y se consideraba que evitaba la homosexualidad.
Algunos burdeles eran regentados por los propios municipios, y desde mediados del siglo XIV, estos concejos o asambleas de vecinos regulaban la prostitución arrendando los establecimientos a los padres de la mancebía que controlaban rigurosamente a las prostitutas, que debían ser solteras, con buena salud y someterse regularmente a inspecciones sanitarias y de higiene corporal. Entre los padres de la mancebía se encontraban caballeros de alto rango que participaban en un negocio muy lucrativo.

### América precolombina
Mientras tanto, en la América precolombina, las prostitutas del pueblo azteca se clasificaban entre aquellas que se prostituían como parte de un intercambio económico y las que cumplían una función ritual como acompañantes de los guerreros, con quienes tenían la posibilidad de casarse.

### Edad Moderna

#### SiglosXVIyXVII

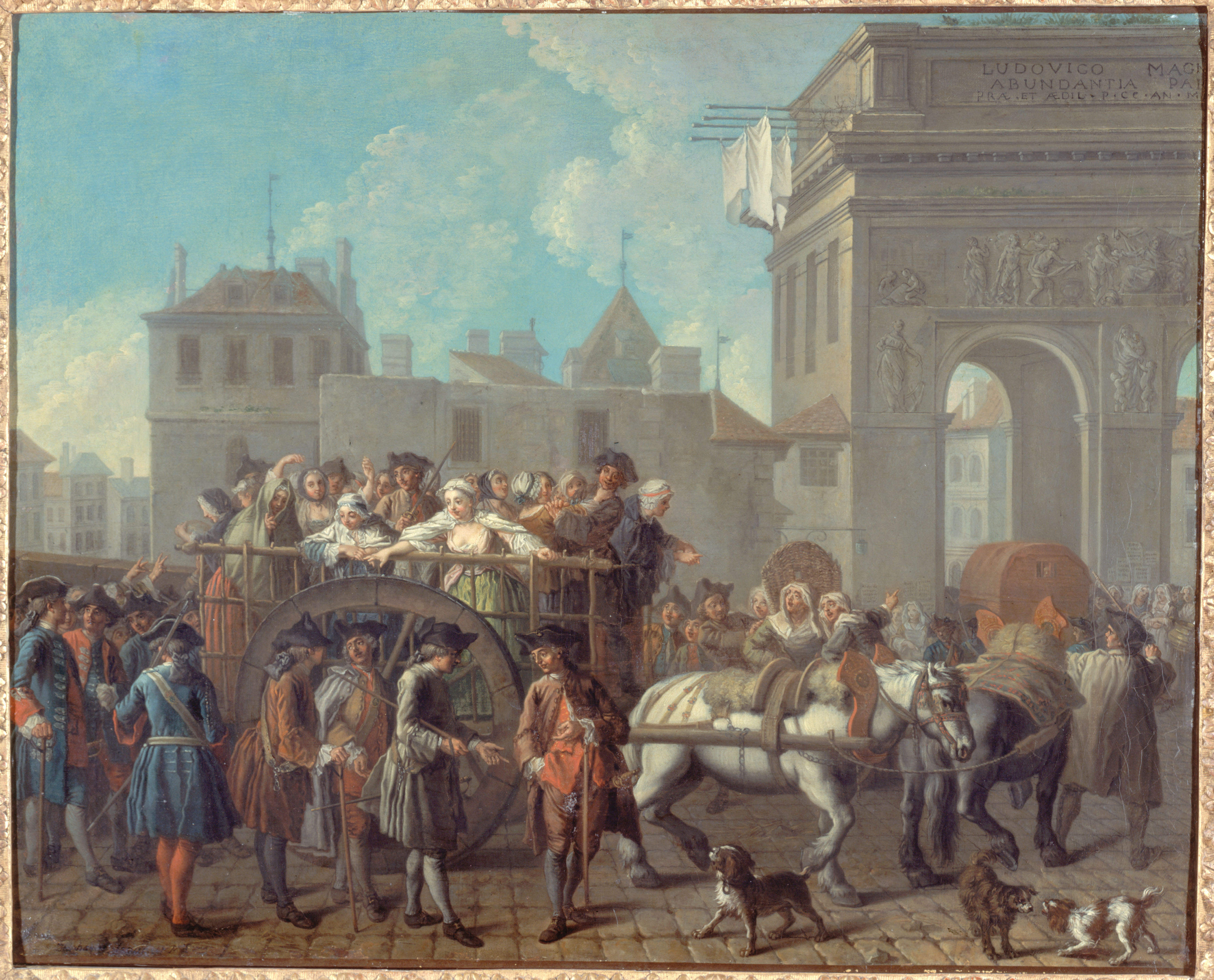
Prostitutas francesas llevadas a la comisaría, pintado por Étienne Jeaurat.

Hacia finales del siglo XV se endureció la visión negativa de la prostitución. Un brote de sífilis en Nápoles durante 1494, que más tarde se extendería por Europa, podría haber tenido origen en el intercambio colombino. La prevalencia de otras enfermedades de transmisión sexual a principios del siglo XVI produjo la asociación entre prostitutas, plagas y contagio, causando la prohibición de la prostitución y los burdeles por parte de las autoridades seculares. El derecho canónico definía una prostituta como "una mujer promiscua, independientemente de elementos económicos." La prostituta era considerada una “puta (…) disponible para la lujuria de muchos hombres” y se asociaba estrechamente con la promiscuidad.

#### La cortesana
Además de una dama que vivía o servía en la Corte, cortesana también era en Occidente el nombre para las prostitutas de lujo, cuyos caros servicios solo podían permitirse hombres poderosos o adinerados. Al principio el término aludía a las amantes que algunos reyes mantenían en palacio, y, por extensión, desde el siglo XVIII se convirtió en sinónimo de prostituta de lujo. Célebres cortesanas fueron las emperatrices Mesalina y Teodora, Madame du Barry, amante del rey Luis XV en el siglo XVIII, Marie Duplessis y Lola Montez en el siglo XIX y Liane de Pougy, La Bella Otero y Mata Hari durante la Belle Epoque.

### Edad Contemporánea

#### SigloXIX
En el siglo XIX se desató una polémica pública tras la aprobación en Francia y más tarde en Reino Unido de leyes de enfermedades contagiosas. Esta legislación obligaba a las mujeres sospechosas de ser prostitutas a someterse a exámenes pélvicos, tanto en Francia y Reino Unido como en sus colonias. Muchas feministas lucharon por derogar estas leyes, bien porque la prostitución debería ser ilegal y, por lo tanto, no regulada gubernamentalmente, o bien porque forzaba a las mujeres a someterse a exámenes médicos degradantes. La situación era similar en el Imperio Ruso.
El Reino Unido adoptó una política de segregación social en el Raj británico (actual India), pero mantuvo los burdeles llenos de mujeres indias. A finales del siglo XIX y principios del XX existía una red que prostituía a mujeres chinas y japonesas en países como China, Japón, Corea, Singapur y el Raj británico. También existía una red que prostituía a mujeres europeas en India, Sri Lanka, Singapur, China y Japón durante el mismo periodo. El destino más común para las prostitutas europeas en Asia eran las colonias británicas de India y Ceilán, donde cientos de mujeres y niñas de la Europa continental y Japón servían a los soldados británicos.

#### SigloXX

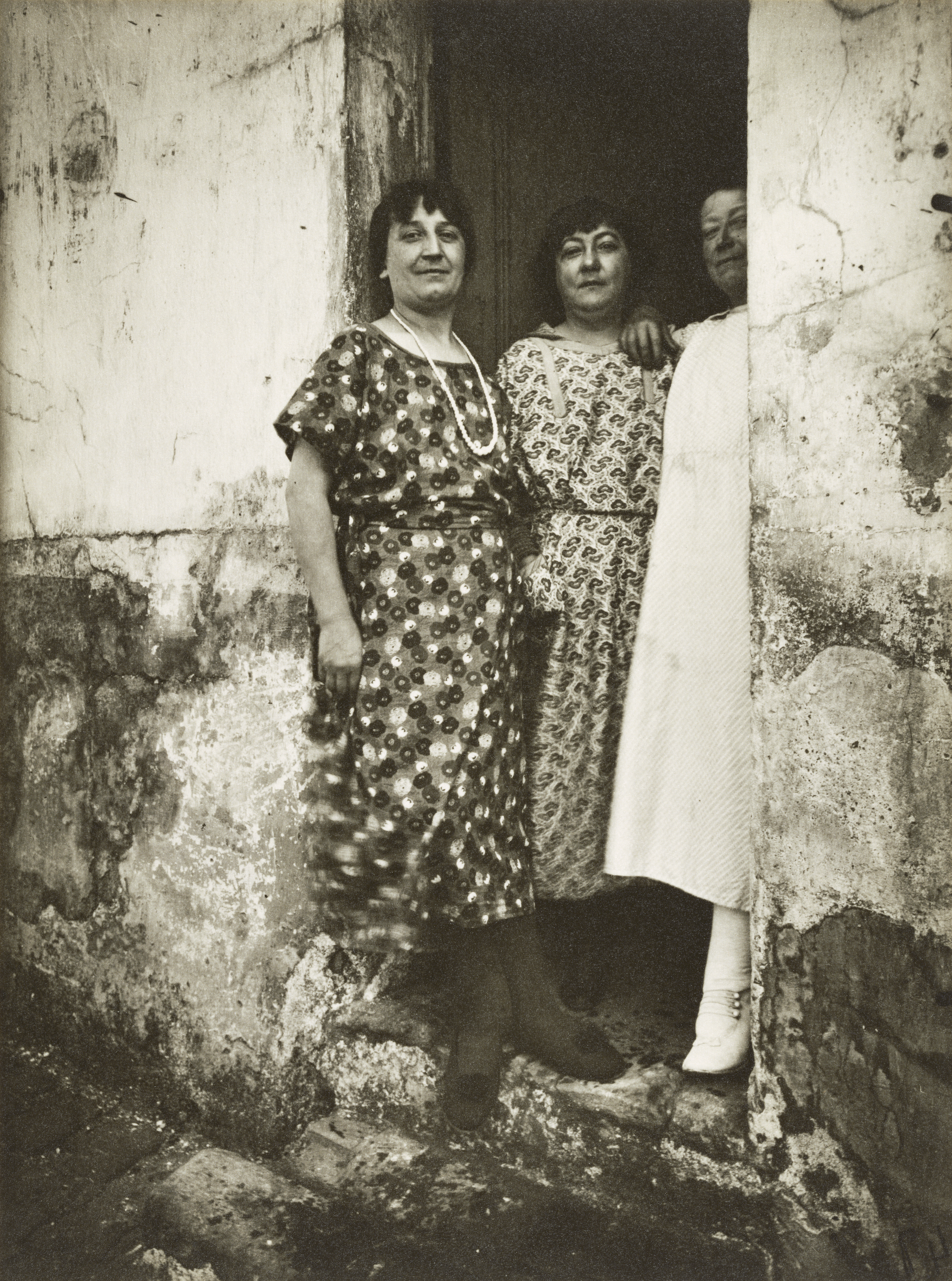
Tres prostitutas en un portal de Rue Asselin, en el barrio rojo de París en 1924-25, fotografiadas por Eugène Atget.

En 1921 la Liga de las Naciones firmó la Convención Internacional para la Supresión de la Trata de Mujeres y Niños. En esta convención, algunas naciones declararon reservas respecto a la prostitución.
Los principales teóricos del comunismo se oponían a la prostitución. Los gobiernos comunistas a menudo tomaron pasos para reprimir la prostitución, y aunque líderes como Lenin ordenaron que se impusiese "terror", "fusilamientos y deportaciones" a prostitutas, la práctica persistió. En los países que siguieron siendo nominalmente comunistas tras la Guerra Fría, especialmente en China, la prostitución siguió siendo ilegal y, sin embargo, común.
Durante la Segunda Guerra Mundial, los soldados del Imperio del Japón participaron en la prostitución forzada durante sus invasiones en Asia Oriental y Sudeste Asiático. El término "mujeres de consuelo" se convirtió en un eufemismo para entre 20.000 y 400.000 mujeres coreanas y japonesas que fueron forzadas a prostituirse en burdeles del Ejército Imperial Japonés durante la guerra.
La Declaración de Viena sobre la eliminación de la violencia contra la mujer, aprobada por la Organización de Naciones Unidas en 1993, reconoce la prostitución como una forma de violencia contra las mujeres. La trata de personas se ha vuelto un tema prioritario para la Organización Internacional para las Migraciones (OIM), ya que las cifras conocidas dicen que hay cientos de miles de mujeres y niñas que son víctimas de la trata para explotación sexual a través de las fronteras internacionales.
La Convención sobre la Eliminación de Todas las Formas de Discriminación contra la Mujer sostiene, en su artículo 6, que los estados parte deberá tomar todas las medidas apropiadas, incluso de carácter legislativo, para suprimir todas las formas de trata de mujeres y explotación en la prostitución de la mujer. Considera que la trata de mujeres y la prostitución forzada son formas de violencia contra las mujeres. Sostiene que las causas fundamentales de la trata con fines de explotación sexual están directamente vinculadas al sistema social de la prostitución. Que la prostitución y la explotación sexual generan el tráfico de personas. También se afirma que los perpetradores gozan de una impunidad generalizada y que las mujeres son objeto de formas extremas de violencia. Por eso proponen desalentar la demanda sexual como forma de prostitución para desmantelar el sistema que utiliza a las mujeres en situación de vulnerabilidad.

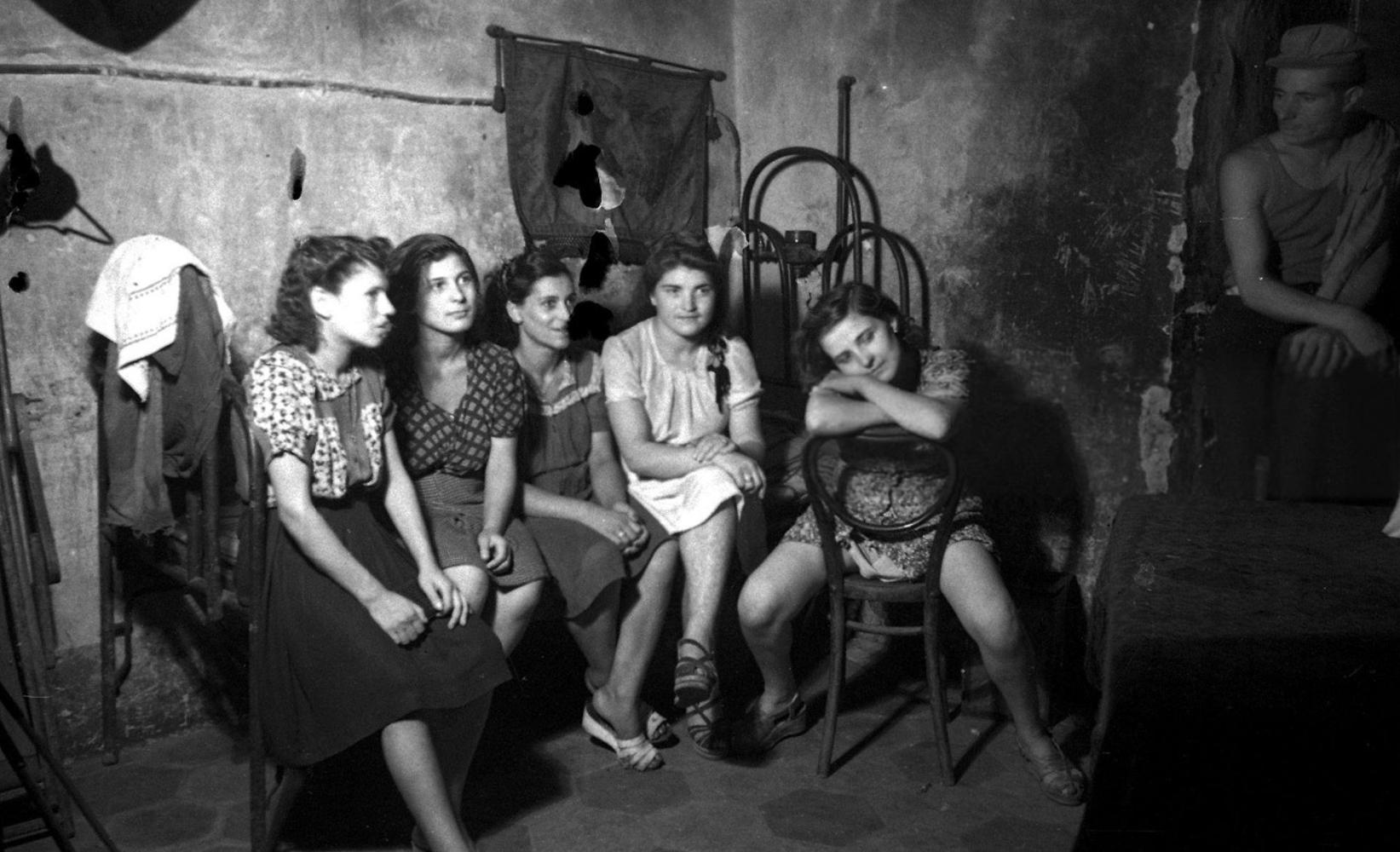
Interior de un burdel en Nápoles, 1945.

El Convenio para la represión de la trata de personas y de la explotación de la prostitución ajena de Organización de las Naciones Unidas (ONU) establece que los estados no tienen potestad para controlar, perseguir, someter a exámenes médicos, registrar o cobrar impuestos a las personas que estén en situación de prostitución y sí están obligados a perseguir a proxenetas y tratantes, como a generar políticas públicas para quienes quieran salir de la prostitución. También establece que se comprometen a castigar a toda persona que, para satisfacer las pasiones de otra, aun con el consentimiento de tal persona.
A finales del siglo XX emergió el turismo sexual como un aspecto controvertido del turismo occidental y la globalización. El turismo sexual es el normalmente llevado a cabo en países pobres por turistas internacionales provenientes de países más ricos.

## Tipos

### Callejera
En la prostitución callejera, la prostituta busca clientes en la vía pública, esperando en una acera o esquina. Una vez un cliente contacta, el acto sexual se suele dar en el coche del cliente, en un lugar apartado en la calle o en una habitación alquilada. Los hoteles habituales alquilan habitaciones por horas.

### En burdeles

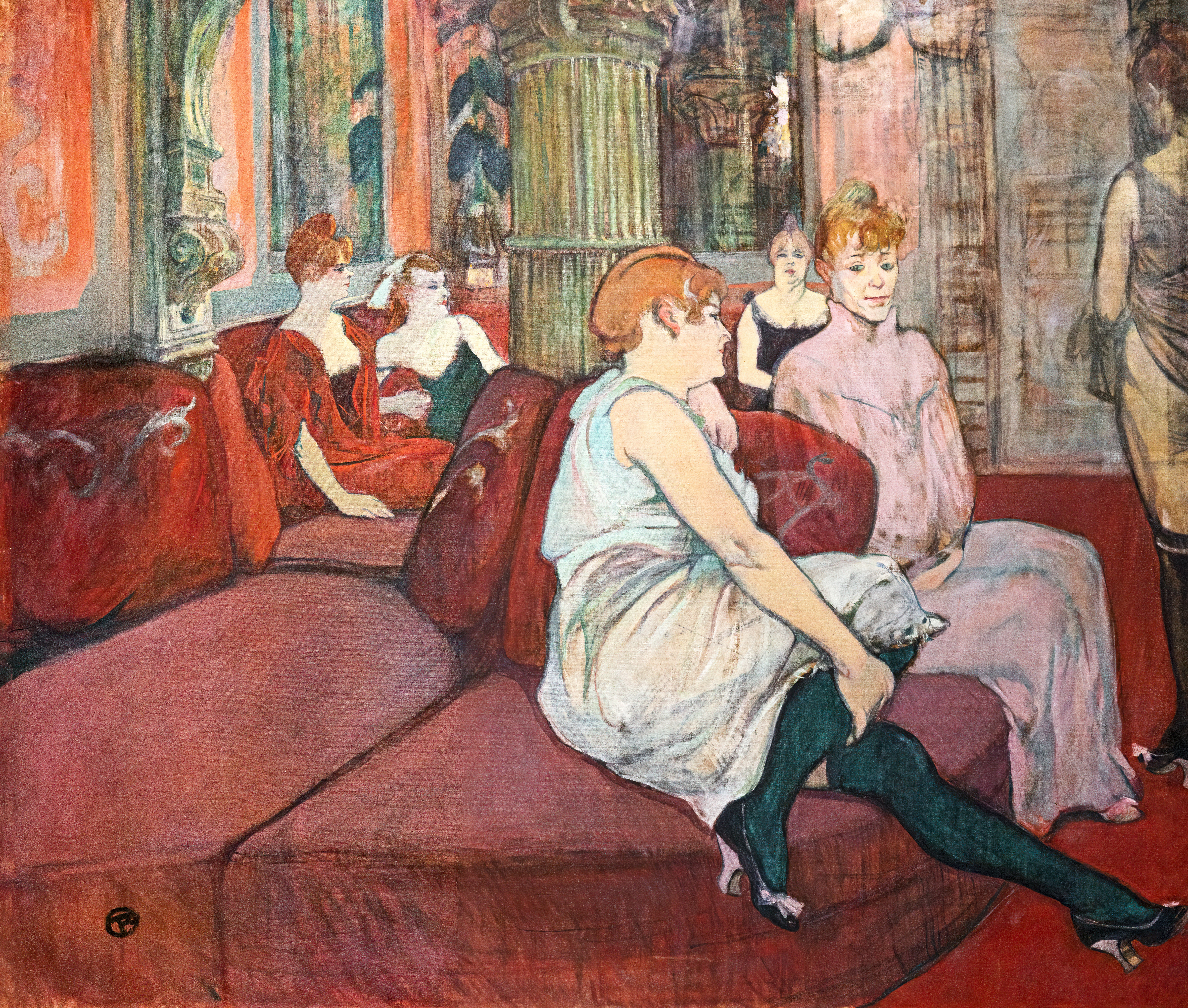
Interior de un burdel, pintura de Henri de Toulouse-Lautrec.

Los términos burdel, lupanar, prostíbulo y mancebía designan a alguno de los tipos de lugar en donde se practica la prostitución. En algunos casos en el establecimiento no hay ninguna relación formal entre la prostituta y el local. Por costumbre, los clientes van a sabiendas de la alta concentración de prostitutas, y viceversa. En otros casos el local y la prostituta tienen una relación establecida entre ambos, a cambio de un salario mínimo o de una comisión en las bebidas a las que invitan a las prostitutas. Ella debe cumplir con un mínimo de normas de la casa, como por ejemplo ir a "trabajar" un mínimo de días a la semana y cumplir con un horario mínimo. En ambos casos la prostituta termina su jornada en cuanto consigue un cliente dispuesto a contratar sus servicios.
Con frecuencia en los bares en donde la relación local-prostituta equivale a la relación entre un patrón y su trabajador(a), el cliente debe pagar una compensación para que la prostituta/o pueda excusarse del trabajo, bajo el concepto de que al marcharse, ella/él deja de generar invitaciones a bebidas por parte de los clientes, y al haber menos chicas/os, el bar pierde atractivo en la noche, por lo cual se reduce la clientela. En ambos casos, relación libre o formal entre local y prostituta, esta se beneficia de un entorno de trabajo más seguro, mientras que el bar se beneficia de la atracción que ejercen ellas haciendo que aumenten la clientela y el consumo de bebidas.
Existe también la modalidad del "salón de masajes", donde los "masajistas", además de los servicios de masajes se avienen a prácticas sexuales a cambio de dinero, ya sea como parte de un trato privado o como parte de la oferta del local. Las relaciones sexuales generalmente se realizan en los mismos apartados en los que se practican los masajes, aunque es posible efectuar tratos para llevar el servicio fuera del local. En estos casos, al igual que en los bares, el local recibe una compensación para que el o la masajista pueda retirarse o se considera como "comisión de servicio", por el que el local establece una tarifa mayor.
En algunas grandes ciudades los burdeles se concentran en los llamados barrios rojos, zonas establecidas donde se tolera la prostitución.

### Escorts
Los servicios de escort o chicas de compañía se diferencian de otras formas de prostitución en que las actividades sexuales se realizan con un trato tipo "preferencia". En este caso, los servicios sexuales pueden darse en el domicilio del cliente, una habitación de hotel, o bien en el domicilio de la escort. Las escort pueden ser independientes o trabajar para una agencia. Los servicios se suelen publicitar en Internet, en publicaciones regionales o guías telefónicas.

### Turismo sexual
El turismo sexual consiste en viajar con el fin de tener relaciones sexuales con prostitutas o participar en otras actividades sexuales. Entre las razones por las que se recurre al turismo sexual se cuentan: una mayor tolerancia a la prostitución que en el país de origen, precios más bajos, privacidad o la preferencia por determinados grupos étnicos. También es una práctica extendida entre pederastas, que buscan una edad de consentimiento menor o permisividad respecto a la prostitución infantil.

## Problemas socioeconómicos

### Tráfico de personas
En la trata de personas algunas víctimas están obligadas a prostituirse. Frecuentemente se trata de un fenómeno relacionado con la inmigración ilegal donde las mafias operan para secuestrar y vender a estas personas a otros países para prostituirse. La Oficina de Naciones Unidas contra la Droga y el Delito (ONUDD) ha puesto en marcha varias iniciativas para luchar contra esta lacra del tráfico de personas, especialmente de mujeres y niños.
Esta oficina define, en su generalidad, la trata de personas como la acción de captar, transportar, trasladar, acoger o recibir personas, recurriendo a la amenaza o al uso de la fuerza u otras formas de coacción, al rapto, al fraude, al engaño, al abuso de poder o de una situación de vulnerabilidad o a la concesión o recepción de pagos o beneficios para obtener el consentimiento de una persona que tenga autoridad sobre otra con fines de explotación.
Las Naciones Unidas, ya en 1949, promovieron una convención para el control de la prostitución y la lucha contra el tráfico de personas esclavizadas generado a su alrededor. Las Naciones Unidas declaró en 2009 que las estimaciones muestran que podría haber alrededor de 270.000 víctimas de la trata de personas en la Unión Europea.

### Prostitución infantil

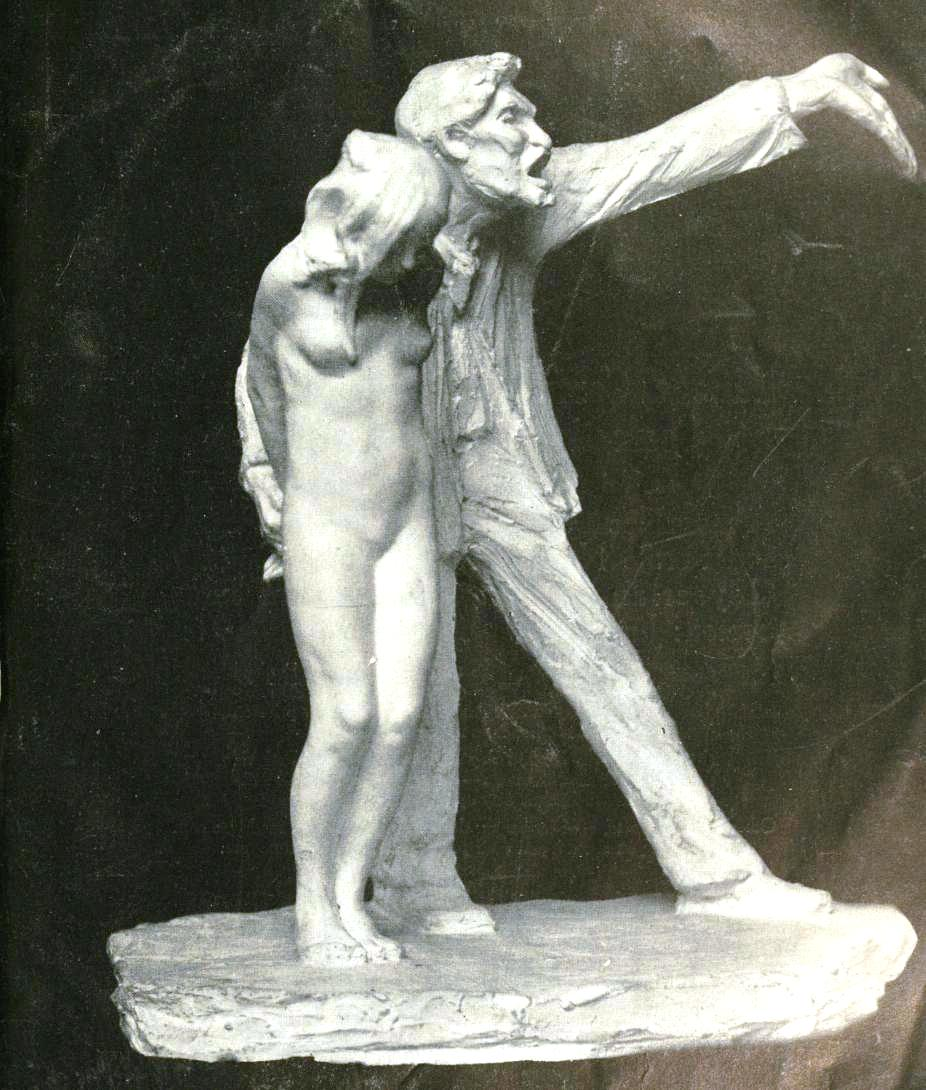
"La esclava blanca", escultura de Abastenia St. Leger Eberle sobre la prostitución infantil.

La llamada prostitución infantil consiste en la utilización de menores de edad con fines de prostitución. Es ampliamente considerado como una forma de explotación sexual y está generalmente ilegalizada. La diferenciación legal respecto a la prostitución en adultos es dada por el hecho de que los niños por debajo de la edad de consentimiento no se consideran con capacidad de consentir relaciones sexuales, y por lo tanto entra en el ámbito legal del abuso sexual.
La amplitud del fenómeno es tal, que a nivel mundial son desarticuladas redes de prostitución de menores todos los años, a quienes además se les incautan regularmente material de pornografía infantil.

### Violencia
La mayoría de las prostitutas son víctimas de agresiones físicas o violaciones. Las prostitutas callejeras están expuestas a un mayor riesgo de agresiones. En Estados Unidos, más de un millón de personas han trabajado como prostitutas, siendo las arrestadas mayoritariamente mujeres (70%), seguidas por hombres prostitutas (20%) y clientes (10%). La violencia es un problema significativo, con reportes que varían, pero uno de ellos cita que el 60% del abuso contra prostitutas callejeras es perpetrado por clientes.

## Posiciones
Las diversas posiciones se agrupan en torno a: el prohibicionismo, el abolicionismo, el reglamentarismo y el regulacionismo.

### Prohibicionismo
El prohibicionismo consiste en perseguir la prostitución en todos sus aspectos. Considera la prostitución como una actividad inmoral y tanto las prostitutas como los clientes son tratados como criminales. Estas posiciones están asociadas a corrientes ideológicas conservadoras.

### Abolicionismo
El abolicionismo considera la prostitución como una forma de violencia contra la mujer que debe ser abolida por completo. Por lo tanto, la prostituta no es vista como una criminal, sino como víctima de explotación, mientras que los clientes y proxenetas son vistos como explotadores. El modelo nórdico, vigente en países como Suecia, Noruega e Islandia, es el referente legal del abolicionismo, ya que ilegaliza comprar sexo, pero no venderlo. De esta forma se persigue a los clientes para reducir la demanda y no a las prostitutas.
Desde las posiciones abolicionistas se tiende a utilizar la denominación «mujeres prostituidas» o «mujeres en situación de prostitución».

### Reglamentarismo
El reglamentarismo de la prostitución es un modelo teórico jurídico que considera que la prostitución es necesaria socialmente y debe ser controlada por el Estado. El reglamentarismo utiliza un sistema de control sanitario y policial, que es ejercido únicamente sobre las prostitutas y no sobre los clientes consumidores, con el objetivo de prevenir contagios masivos de enfermedades venéreas. La prostitución está permitida en ciertas zonas delimitadas.

### Regulacionismo
Las posiciones regulacionistas buscan la despenalización del trabajo sexual y regular la prostitución como una profesión legítima. Desde un punto de vista liberal se puede considerar que prohibir la prostitución supone limitar la libertad individual de prostitutas, proxenetas y clientes. Se argumenta que la prohibición no consigue que la prostitución desaparezca, sino que empuja a las prostitutas a una clandestinidad en la que sus condiciones de vida empeoran.
Desde las posiciones regulacionistas se tiende a utilizar la denominación «trabajador sexual» para cualquiera que ejerza la prostitución, así como otras profesiones relacionadas con el sexo; denominación que recibe críticas por parte de sectores abolicionistas y moralistas, al considerar que el sexo no es un bien de consumo, y, por lo tanto, el "trabajo sexual" no es un trabajo auténtico.
Según Tony Mac, activista y trabajadora sexual, la regulación es uno de los caminos efectivos para la lucha contra la trata de personas y la explotación infantil. Al proveer un marco regulado se accede a una inmensa cantidad de información y datos para entender las diferentes situaciones de las trabajadoras sexuales.
El modelo de Nueva Zelanda suele ser el referente legal de las organizaciones regulacionistas y legalizadoras. La legalización es defendida por Amnistía Internacional, así como sindicatos y colectivos profesionales de prostitutas, incluyendo a AMMAR en Argentina, a OTRAS, Hetaira y CATS en España, a la Asociación Nacional de las Prostitutas de Nigeria, al Comité Durbar Mahila Samanwaya en la India, a EMPOWER en Tailandia, a la Alianza Escarlata en Australia y a ICRSE y TAMPEP a nivel europeo.

## Religión y prostitución
Por regla general, las religiones que rechazan el sexo sin intención reproductiva condenan abiertamente la prostitución, aunque su actitud hacia las prostitutas puede estar sujeta a cambios a lo largo de la historia.
En la Edad Media y en la Edad Moderna, la simple fornicación, es decir, los actos sexuales entre solteros, son pecado, según los teólogos, moralistas, políticos, canonistas, etc, pero indican todos ellos que es el menor dentro del sexto mandamiento, siendo los más graves la sodomía, el adulterio y la zoofilia. La legalidad o ilegalidad de las mujeres públicas también va a influir en la opinión que tengan la Iglesia y sus creyentes, ya que la noción de delito contiene una ineludible correspondencia con la noción de pecado.
La Iglesia católica, después de haber pasado por etapas de intransigencia total hacia las prostitutas, ahora incluso las consideran sometidas a una forma de esclavitud de la que deben ser liberadas. En un libro del periodista alemán Peter Seewald, titulado La luz del mundo. El Papa, la iglesia y las señales del tiempo (2010), el papa Benedicto XVI admite el uso de preservativos en determinados usos como, por ejemplo, la prostitución.

...puede ser un primer paso para abrir la vía a una sexualidad más humana, vivida de otro modo

En España durante el siglo XVII se empiezan a fundar las llamadas “Casas de Arrepentidas”, instituciones destinadas a recoger a las prostitutas que quisieran abandonar voluntariamente el oficio para proporcionarles alimento y buscarles una ocupación; a veces, incluso pagando a hombres para que se casaran con ellas y que así pudieran abandonar su vida anterior. Con la llegada de la Compañía de Jesús, estas instituciones se extienden por toda España (Madrid, Salamanca, Málaga, Córdoba, Sevilla, etc.).
Del mismo modo aparecen organizaciones dedicadas a lo opuesto, las “Casas de Corrección”, destinadas a “mujeres de mala conducta o públicas pecadoras, donde el ingreso es forzoso y cuyo objetivo es acabar con la delincuencia femenina”. Felipe IV, el rey que presenció estos actos, contribuyó junto a la Iglesia a la realización de estos nuevos cuerpos, aunque, según Eva Carrasco, los límites entre obligación y voluntariedad eran poco claros.

## Situación legal
Las posiciones y leyes sobre la prostitución varían ampliamente en diferentes países, reflejando distintas visiones de la victimización, explotación social, explotación laboral, desigualdad social, roles de género, igualdad de género, ética y moralidad, libertad de elección y normas sociales.
La prostitución es ilegal en la mayoría de países. Los aspectos perseguidos y las penas varían notablemente, pudiendo ir desde la infracción administrativa con multa hasta la persecución penal con penas de prisión o incluso muerte. En otros casos la prostitución no es ilegal, pero sí el proxenetismo.
En otros casos, la prostitución puede ser considerada una forma de explotación a abolir. Es la posición conocida como modelo nórdico, por su adopción en Suecia, Noruega e Islandia, donde es ilegal comprar servicios sexuales pero no venderlos. Es decir, el cliente comete un delito, pero no la prostituta.
Por último, algunos países consideran la prostitución una actividad legítima que está regulada como una profesión, como ocurre en Países Bajos o Alemania.
En 1949 la Asamblea General de las Naciones Unidas adoptó el Convenio para la represión de la trata de personas y de la explotación de la prostitución ajena declarando que «la prostitución y el mal que la acompaña, la trata de personas para fines de prostitución, son incompatibles con la dignidad y el valor de la persona humana y ponen en peligro el bienestar del individuo, de la familia y de la comunidad.» A fecha de 4 de junio de 2017, el convenio ha sido ratificado por 82 países.

## Prevalencia
La mayoría de países no tienen cifras oficiales del número de personas que ejercen la prostitución y, cuando estas existen, debido a la clandestinidad, suelen ser inferiores al número real. La Fondation Scelles, tras un estudio de la prostitución en 38 países en 2016 llegó a una estimación vaga a nivel global: «decenas de millones».
El porcentaje estimado de mujeres que ejercen la prostitución oscila desde el 0'1 % hasta el 7'5 %, dependiendo del país.
En cuanto a la prostitución forzada, según la Organización Internacional del Trabajo, el 98 % de las víctimas son mujeres y niñas y el 2 % hombres y niños. El 79 % tienen 18 años o más, mientras que el 21 % tienen 17 años o menos.

## Problemas de salud
La implicación de la salud en la prostitución abarca una amplia gama de consideraciones, desde las estadísticas que indican una prevalencia elevada de abuso físico y sexual en la infancia entre las personas que ejercen la prostitución, hasta las complejidades que involucra la legalización y la despenalización de esta actividad. Un estudio nacional reveló que el 75% de las mujeres involucradas en la prostitución habían sido víctimas de incesto y/o abuso físico durante su infancia, lo que a menudo las lleva a huir de sus hogares y recurrir a la prostitución como medio de supervivencia. Además, se encontró que una gran proporción de estas personas desarrolla adicciones a drogas o alcohol, lo que profundiza su dependencia de la prostitución para financiar sus hábitos.
La prostitución, a menudo malinterpretada o romantizada por ciertos sectores de la sociedad, presenta una realidad compleja y adversa que contradice la noción de ser un trabajo sexual convencional o una forma legítima de empleo. Esta práctica vulnera principios fundamentales definidos por la Organización Internacional del Trabajo (OIT), tales como la dignidad, la igualdad, un ingreso justo y condiciones de trabajo seguras. Las personas en la prostitución se enfrentan a riesgos significativos para su salud y bienestar, siendo expuestas a condiciones que en cualquier otro contexto laboral serían inaceptables e incluso consideradas violatorias de los derechos humanos.La representación mediática y las narrativas glamorizadas de la prostitución a menudo ocultan la realidad de la explotación, la coerción y el trauma inherentes a esta actividad. Ejemplos específicos, como los "burdeles de tarifa plana" en Alemania, ilustran las consecuencias sociales negativas y la extrema explotación resultante de políticas de legalización o despenalización de la prostitución. Estas políticas, lejos de proteger a las personas involucradas, han facilitado un entorno donde la explotación se realiza a una escala masiva y deshumanizante.
El debate sobre la prostitución y su consideración como trabajo sexual legítimo es complejo, involucrando perspectivas divergentes que van desde el activismo por la despenalización hasta críticas profundas sobre la naturaleza intrínsecamente dañina de la práctica. La discusión se ve enriquecida y complicada por argumentos teóricos y académicos que a menudo no reflejan la dura realidad de aquellos directamente afectados por la prostitución.
Un estudio publicado en el Yonsei Medical Journal en 2008 examinó los síntomas del trastorno de estrés postraumático (TEPT) y otros problemas de salud mental en mujeres que habían abandonado la prostitución, comparándolas con activistas de apoyo en refugios y un grupo de control. Los resultados mostraron que las exprostitutas experimentaban significativamente mayores niveles de respuesta al estrés, somatización, depresión, problemas de sueño, tabaquismo, alcoholismo y síntomas de TEPT en comparación con los otros grupos. Los activistas de apoyo también presentaban más síntomas de TEPT y problemas de tensión, sueño y tabaquismo que los sujetos de control. La ideación suicida, baja autoestima, auto-odio y disociación son también consecuencias notables de la violencia, la explotación y el abuso psicológico experimentados en el contexto de la prostitución. Este estudio subraya la necesidad de abordar las secuelas psicológicas de la prostitución y destaca la importancia de proteger a los trabajadores de campo de los efectos del trauma vicario.
Ya que las prostitutas y los prostitutos mantienen habitualmente relaciones con un elevado número de clientes, la prostitución se asocia con la dispersión de infecciones de transmisión sexual. Entre éstas el VIH es la que actualmente reviste un mayor riesgo. Dicha enfermedad está considerablemente más presente entre los hombres y las mujeres transexuales que ejercen la prostitución.
La mayoría de las prostitutas son víctimas de agresiones físicas o violaciones. Además, a esta violencia se asocia el desarrollo de estrés postraumático y abuso de drogas.
Liane Bissinger, ginecóloga con práctica privada en Múnich, compartió su experiencia laboral en la "Zentrale Beratungsstelle für Sexuell Übertragbare Erkrankungen" (Centro de asesoramiento central para infecciones de transmisión sexual) de Hamburgo entre 1996 y 2000, antes de la implementación de la Ley de Prostitución (2002) y de la Ley de Protección de Prostitutas (2017). A lo largo de su reporte, Bissinger destaca que, a pesar de los avances legislativos, los daños físicos y psicológicos sufridos por las mujeres en la prostitución permanecen inalterados. El trabajo del centro se centraba en la protección de los hombres contra las ITS, relegando a segundo plano el bienestar de las prostitutas. Bissinger documentó diagnósticos regulares de gonorrea, clamidia, tricomoniasis, verrugas genitales, sífilis, hepatitis y VIH, así como daños físicos significativos incluyendo desgarros, lesiones, infecciones, y debilitamiento del suelo pélvico. También se enfrentaron a embarazos no deseados, problemas con la anticoncepción, y un entorno intestinal destruido. Bissinger concluye enfatizando que solo la abolición de este sistema de explotación puede ser la solución a estos problemas endémicos en la prostitución.

## Número de prostitutas por país
Se estima que a nivel mundial hay entre 40 y 42 millones de prostitutas.
| País                            | Número de prostitutas Fuente: UNAIDS 2016 - 2018 Sex Workers: Size Estimates | Número de prostitutas Otras fuentes y años |
| ------------------------------- | ---------------------------------------------------------------------------- | ------------------------------------------ |
| Afganistán                      | 12.500 (2016)                                                                |                                            |
| Albania                         |                                                                              | 5.000 - 30.000 (2006)                      |
| Argelia                         |                                                                              |                                            |
| Angola                          | 54.000 (2017)                                                                |                                            |
| Antigua y Barbuda               |                                                                              | 800 (2014)                                 |
| Argentina                       | 74.900 (2014)                                                                |                                            |
| Armenia                         | 9.000 (2018)                                                                 |                                            |
| Australia                       | 20.500 (2012)                                                                | 20.000 (2017)                              |
| Austria                         |                                                                              | 30.000 (2013)                              |
| Azerbaiyán                      | 13.800 (2018)                                                                |                                            |
| Bahamas                         | 3.035 (2016)                                                                 |                                            |
| Baréin                          |                                                                              | 13.500 (2007)                              |
| Bangladés                       | 140.000 (2015)                                                               |                                            |
| Bielorrusia                     | 22.000 (2016)                                                                |                                            |
| Bélgica                         |                                                                              | 26.000 (2015)                              |
| Benín                           | 28.800 (2017)                                                                |                                            |
| Bután                           | 400 - 500 (2017)                                                             |                                            |
| Bolivia                         | 13.500 (2016)                                                                |                                            |
| Bosnia y Herzegovina            | 4.000 (2016)                                                                 |                                            |
| Botsuana                        | 4.200 (2016)                                                                 |                                            |
| Brasil                          | 1.400.000 (2013)                                                             |                                            |
| Bulgaria                        | 10.000 (2016)                                                                |                                            |
| Burkina Faso                    | 31.000 (2016)                                                                |                                            |
| Burundi                         | 51.000 (2016)                                                                |                                            |
| Camboya                         | 55.000 (2019)                                                                |                                            |
| Camerún                         | 70.500 (2018)                                                                |                                            |
| Canadá                          |                                                                              |                                            |
| Cabo Verde                      | 1.400 (2016)                                                                 |                                            |
| República Centroafricana        | 782 (2016)                                                                   |                                            |
| Chad                            | 1.200 (2016)                                                                 |                                            |
| Chile                           |                                                                              |                                            |
| China                           |                                                                              | 2.800.000 - 4.500.000 (2010)               |
| Colombia                        | 244.400 (2013)                                                               |                                            |
| Comoros                         | 200 (2016)                                                                   |                                            |
| Congo                           | 9.700 (2017)                                                                 |                                            |
| Costa Rica                      | 3.000 (2017)                                                                 | 15.000 (unknown)                           |
| Croacia                         |                                                                              | 21.066 (2006)                              |
| Cuba                            | 82.500 (2017)                                                                |                                            |
| Chipre                          |                                                                              |                                            |
| República Checa                 | 13.000 (2016)                                                                |                                            |
| República Democrática del Congo | 350.300 (2018)                                                               |                                            |
| Dinamarca                       |                                                                              | 6.000 (2009)                               |
| Yibuti                          | 2.900 (2016)                                                                 |                                            |
| República Dominicana            | 101.400 (2015)                                                               |                                            |
| Timor Oriental                  | 1.700 (2016)                                                                 |                                            |
| Ecuador                         | 34.400 (2014)                                                                |                                            |
| Egipto                          | 23.000 (2016)                                                                |                                            |
| El Salvador                     | 20.000 (2016)                                                                |                                            |
| Guinea Ecuatorial               | 5.800 (2016)                                                                 |                                            |
| Eritrea                         | 1.600 (2016)                                                                 |                                            |
| Estonia                         | 1.000 (2016)                                                                 |                                            |
| Etiopía                         | 85.000 (2016)                                                                |                                            |
| Micronesia                      | 290 (2016)                                                                   |                                            |
| Fiyi                            | 900 (2014)                                                                   |                                            |
| Finlandia                       |                                                                              | 4.000 (2009)                               |
| Francia                         |                                                                              | 30.000 (2018)                              |
| Gabón                           | 368 (2016)                                                                   |                                            |
| Gambia                          | 3.100 (2016)                                                                 |                                            |
| Georgia                         | 6.500 (2016)                                                                 |                                            |
| Alemania                        |                                                                              | 300.000 (2009)                             |
| Ghana                           | 52.000 (2016)                                                                |                                            |
| Grecia                          |                                                                              | 10.500 –15.000 (2009)                      |
| Guatemala                       | 83.000 (2019)                                                                |                                            |
| Guinea                          | 8.400 (2016)                                                                 |                                            |
| Guinea-Bisáu                    | 3.100 (2016)                                                                 |                                            |
| Guyana                          | 5.300 (2016)                                                                 |                                            |
| Haití                           | 70.300 (2015)                                                                |                                            |
| Honduras                        | 22.800 (2016)                                                                |                                            |
| Hungría                         |                                                                              | 20.000 - 25.000 (2006)                     |
| India                           | 657.800 (2016)                                                               |                                            |
| Indonesia                       | 278.000 (2019)                                                               |                                            |
| Irán                            | 90.000 (2015)                                                                | 91,500 (2015)                              |
| Irlanda                         | 1.000 (2016)                                                                 |                                            |
| Israel                          |                                                                              | 12.000 (2015)                              |
| Italia                          |                                                                              | 60.000 (2009)                              |
| Costa de Marfil                 | 10.900 (2016)                                                                |                                            |
| Jamaica                         | 18.700 (2014)                                                                |                                            |
| Kazajistán                      | 19.000 (2016)                                                                |                                            |
| Kenia                           | 167.900 (2018)                                                               |                                            |
| Kiribati                        | 114 (2016)                                                                   |                                            |
| Kirguistán                      | 7.100 (2016)                                                                 |                                            |
| Laos                            | 13.000 (2016)                                                                |                                            |
| Letonia                         |                                                                              | 29.558 (2006)                              |
| Líbano                          | 4.300 (2018)                                                                 |                                            |
| Lesoto                          | 7.500 (2018)                                                                 |                                            |
| Liberia                         | 163.100 (2017)                                                               |                                            |
| Lituania                        |                                                                              | 1.000 – 3.000 (unknown)                    |
| Luxemburgo                      |                                                                              | 300 (2009)                                 |
| Macedonia                       | 3.600 (2016)                                                                 |                                            |
| Madagascar                      | 191.200 (2018)                                                               |                                            |
| Malaui                          | 9.300 (2016)                                                                 |                                            |
| Malasia                         | 21.000 (2016)                                                                |                                            |
| Maldives                        |                                                                              | 1.139 (2013)                               |
| Mali                            | 36.000 (2016)                                                                |                                            |
| Marshall Islands                | 250 (2016)                                                                   |                                            |
| Mauritania                      | 315 (2016)                                                                   |                                            |
| Mauritius                       | 6.200 (2016)                                                                 |                                            |
| México                          | 240.000 (2019)                                                               |                                            |
| Moldavia                        | 12.000 (2016)                                                                |                                            |
| Mongolia                        | 1.300 (2016)                                                                 |                                            |
| Marruecos                       | 72.000 (2017)                                                                |                                            |
| Mozambique                      | 27.300 (2012)                                                                |                                            |
| Myanmar                         | 66.000 (2016)                                                                |                                            |
| Namibia                         | 8.100 (2016)                                                                 |                                            |
| Nepal                           | 67.000 (2016)                                                                |                                            |
| Países Bajos                    | 25.000 (2011)                                                                |                                            |
| Nueva Zelanda                   | 3.500 (2018)                                                                 | 5.932 (2005)                               |
| Nicaragua                       | 14.800 (2017)                                                                |                                            |
| Níger                           | 47.000 (2016)                                                                |                                            |
| Nigeria                         | 874.000 (2019)                                                               | 103.500 (2015)                             |
| Corea del Norte                 |                                                                              | 25.000 (2014)                              |
| Noruega                         |                                                                              | 3.000 (2009)                               |
| Omán                            |                                                                              |                                            |
| Pakistán                        | 228.800 (2016)                                                               |                                            |
| Palestine                       |                                                                              |                                            |
| Panamá                          | 8.600 (2020)                                                                 |                                            |
| Papúa Nueva Guinea              |                                                                              |                                            |
| Paraguay                        | 3.400 (2016)                                                                 |                                            |
| Perú                            | 67.800 (2018)                                                                |                                            |
| Filipinas                       | 227.400 (2019)                                                               |                                            |
| Polonia                         |                                                                              | 19.000 (unknown)                           |
| Portugal                        |                                                                              | 28.000 (2005)                              |
| Catar                           |                                                                              |                                            |
| Rumania                         |                                                                              | 158.225 (2006)                             |
| Rusia                           |                                                                              | 3.000.000 (2006)                           |
| Ruanda                          | 12.000 (2016)                                                                |                                            |
| Samoa                           | 400 (2016)                                                                   |                                            |
| São Tomé and Príncipe           | 89 (2016)                                                                    |                                            |
| Arabia Saudí                    |                                                                              |                                            |
| Senegal                         | 21.000 (2016)                                                                |                                            |
| Serbia                          | 3.900 (2016)                                                                 |                                            |
| Seychelles                      | 586 (2016)                                                                   |                                            |
| Sierra Leone                    | 240.000 (2013)                                                               |                                            |
| Slovakia                        |                                                                              | 21.777 (2006)                              |
| Eslovenia                       |                                                                              | 29.090 (2006)                              |
| Somalia                         | 11.000 (2016)                                                                |                                            |
| Sudáfrica                       | 24.000 (2018)                                                                |                                            |
| Sudán del Sur                   | 5.000 (2016)                                                                 |                                            |
| España                          | 70.300 (2016)                                                                |                                            |
| Sri Lanka                       | 14.000 (2016)                                                                |                                            |
| Sudán                           | 212.500 (2016)                                                               |                                            |
| Suriname                        | 2.200 (2016)                                                                 |                                            |
| Swaziland                       | 4.000 (2016)                                                                 |                                            |
| Suecia                          |                                                                              | 2.500 (2009)                               |
| Suiza                           | 20.000 (2011)                                                                |                                            |
| Siria                           | 25,000 (2011)                                                                |                                            |
| Taiwán                          |                                                                              | 100.000 (2011)                             |
| Tayikistán                      | 14.000 (2016)                                                                |                                            |
| Tanzania                        | 160.000 (2016)                                                               |                                            |
| Tailandia                       | 43.000 (2017)                                                                |                                            |
| Togo                            | 10.000 (2016)                                                                |                                            |
| Tonga                           | 1.000 (2016)                                                                 |                                            |
| Túnez                           | 25.000 (2011)                                                                |                                            |
| Turquía                         |                                                                              | 100.000+ (2016)                            |
| Turkmenistán                    |                                                                              | 5.663 (2006)                               |
| Tuvalu                          | 10 (2016)                                                                    |                                            |
| Trinidad and Tobago             | 1.000 (2016)                                                                 |                                            |
| Uganda                          | 130.000 (2019)                                                               |                                            |
| Ucrania                         | 86.600 (2016)                                                                |                                            |
| Emiratos Árabes Unidos          |                                                                              | 30.000 (unknown)                           |
| Reino Unido                     |                                                                              | 72.800 (2016)                              |
| Estados Unidos                  |                                                                              | 1.000.000-2.000.000 (2010)                 |
| Uruguay                         | 8.200 (2016)                                                                 |                                            |
| Uzbekistán                      | 22.000 (2016)                                                                |                                            |
| Vanuatu                         | 2.000 (2016)                                                                 |                                            |
| Venezuela                       |                                                                              | 473.523 (2006)                             |
| Vietnam                         | 86.000 (2019)                                                                |                                            |
| Yemen                           | 54.000 (2016)                                                                |                                            |
| Zambia                          | 9.300 (2016)                                                                 |                                            |
| Zimbabue                        |                                                                              | 12.383 (2013)                              |